# Église Sainte-Chantal de Dijon
L’église Sainte-Chantal de Dijon est située au 16, Avenue Gustave Eiffel à Dijon, dans le quartier du canal et de Larrey.

## Histoire
En 1869, le terrain situé dans les quartiers du Canal et de Larrey, fut arrêté pour construire l'église à l'initiative de la famille de Bretennière et avec l'aide des paroissiens de Saint-Bénigne. L'église sainte-Chantal fut construite entre 1870 et 1879, sur les plans de l'architecte Paul Selmersheim puis acquise en 1880 par la ville de Dijon avant d'être consacrée en 1885. L'orgue, œuvre de Jean-Baptise Ghys, provient de la chapelle des sœurs de la Providence de Dijon.

## Architecture
L'édifice est d'inspiration discrètement Néo-romane. L'intérieur, très sobre, est orné d'un chemin de croix de toile des années 1920 réalisé par l'atelier d'art sacré de Maurice Denis. Le chœur de Sainte Chantal a été rénové et inauguré le 29 janvier 2012 par Mgr Minnerath.
Il a été réalisé par Emmanuelle Grand, vitrailliste à Couchey.

## Galerie

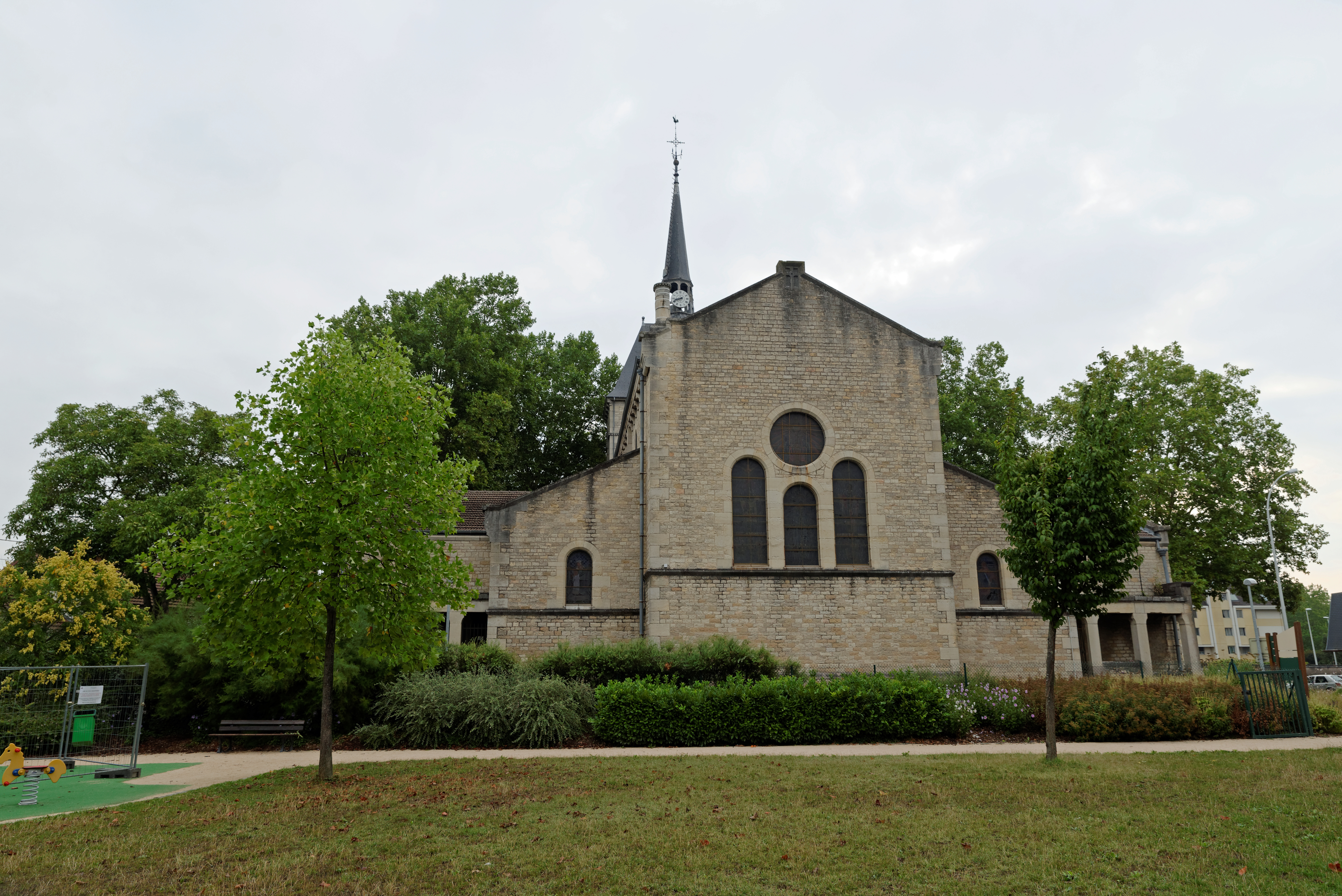
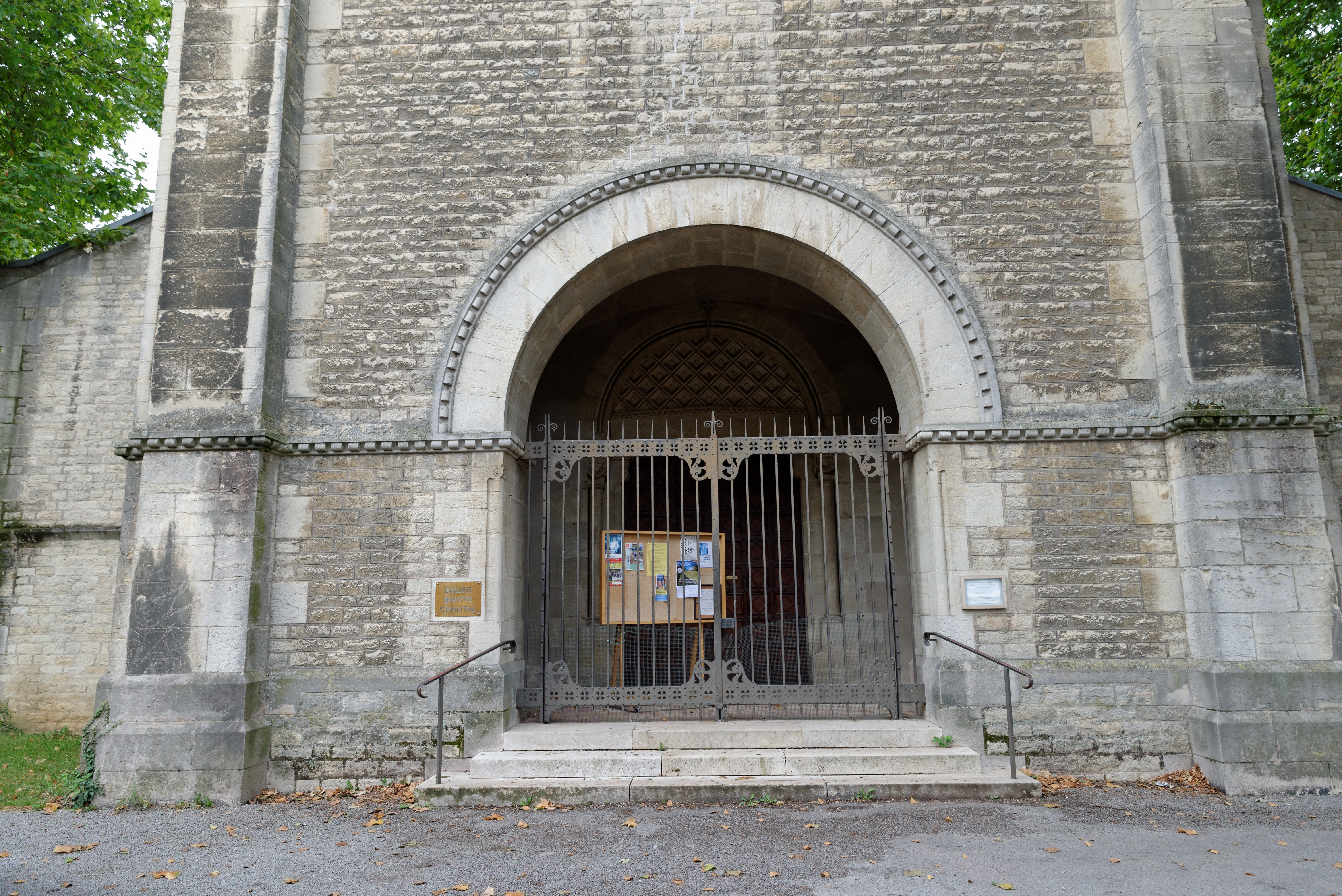
Portail d'entrée sous porche fermé par une grille
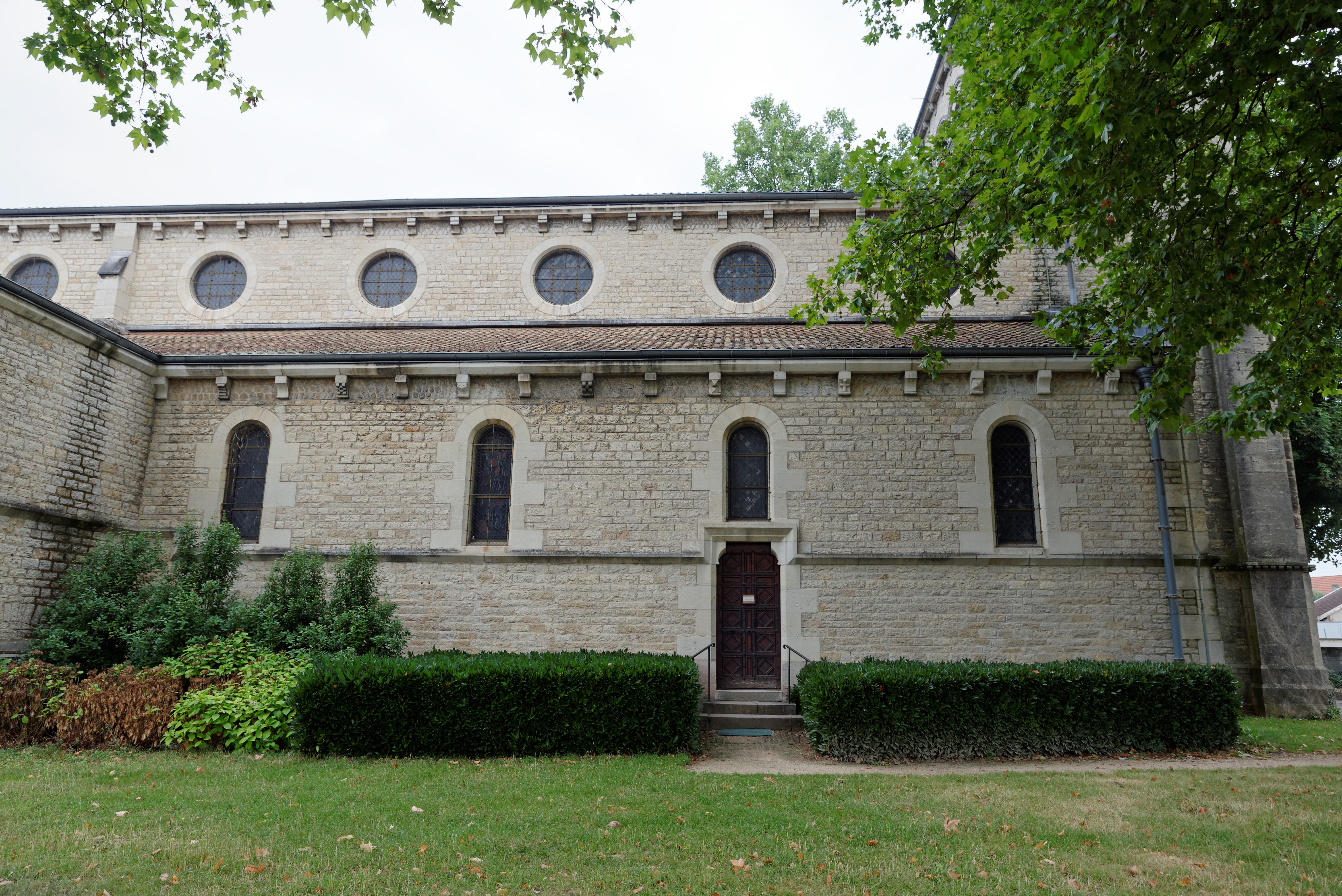
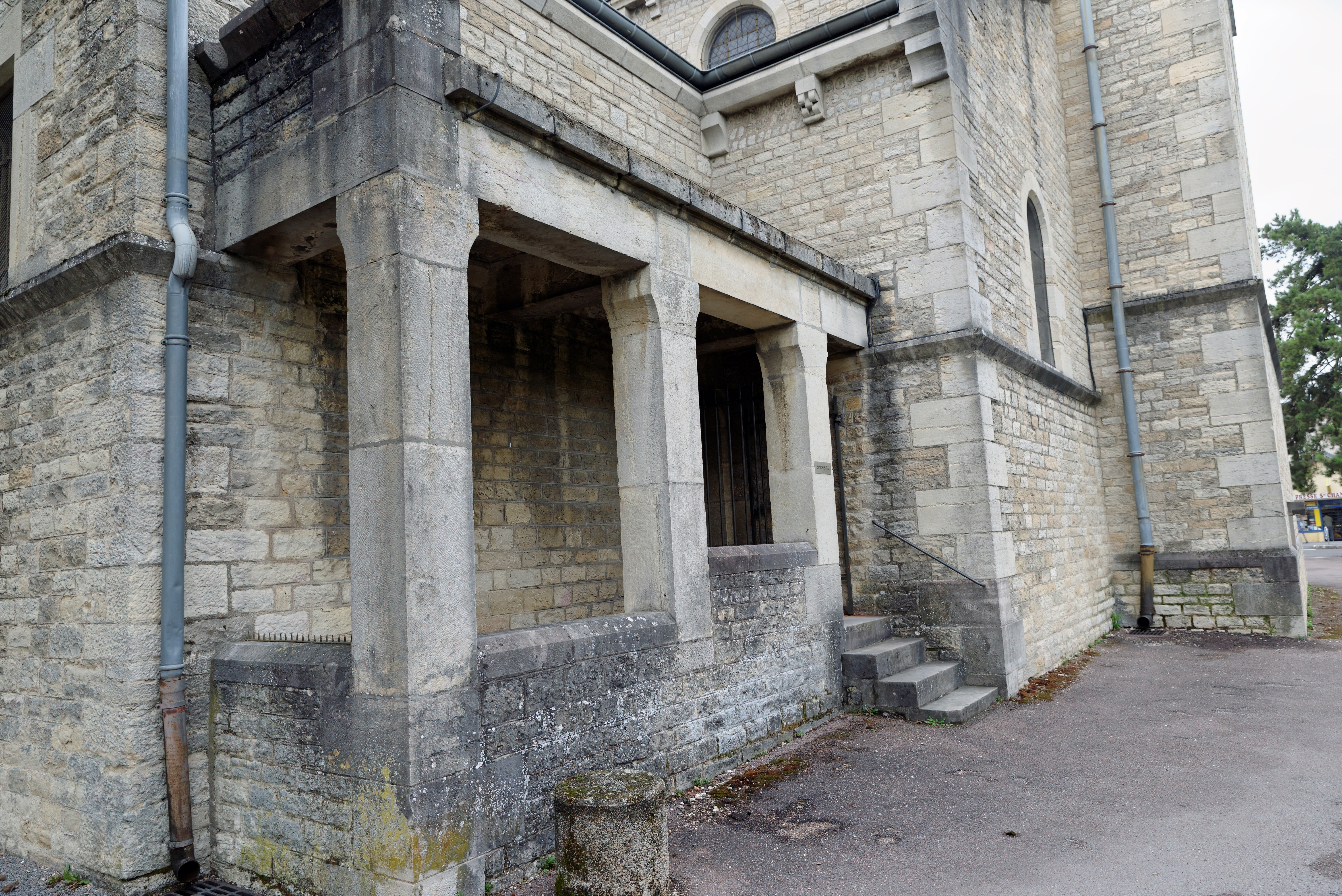
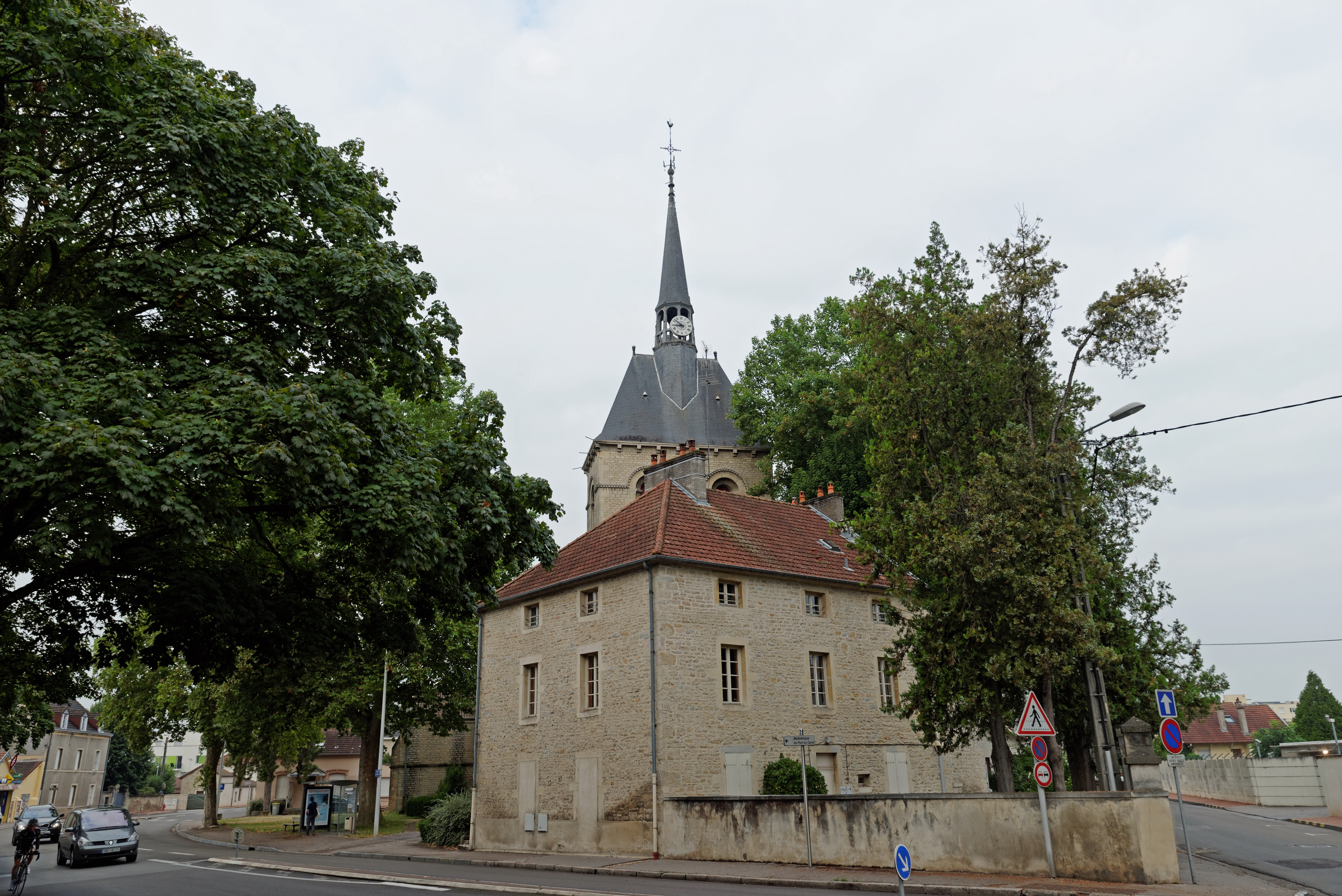